# 劉穎 (フィギュアスケート選手)
劉 穎（りゅう えい、英語: Ying Liu、1975年9月3日 - ）は、中国出身のフィギュアスケート選手（女子シングル）。1994年リレハンメルオリンピック中国代表。1994年世界選手権中国代表。
現在は黒竜江省にある黒竜江スケートクラブにてコーチを務めており、楊超・関金林等の選手を指導した。

## 主な戦績
| 大会/年      | 1993-94 |
| ------------ | ------- |
| オリンピック | 23      |
| 世界選手権   | 22      |